# Beitar Jerusalem
Beitar Jerusalem Football Club (hebreiska: מועדון כדורגל בית"ר ירושלים) är en israelisk fotbollsklubb. Klubben grundades 1936 och laget spelar sina hemmamatcher på Teddy Kollek Stadium som rymmer cirka 31 733 åskådare. Stadion ligger i området Malha. Beitars färger är gult och svart. Fotbollslaget har vid vissa tillfällen spelat i vitblåa bortatröjor samt i neongröna hemmatröjor. De senaste säsongerna har klubben spelat i ett gulsvartrandigt hemmaställ. Klubbens supportrar är enligt tradition mestadels på den politiska högerkanten. Beitars mest kända supportergrupp är La Familia.
Beitar har vunnit den israeliska ligan sex gånger genom historien, senast 2007-2008.
År 2006 värvades Sverigebekantingen Derek Boateng från AIK till klubben för 24 miljoner svenska kronor. Inför säsongen 2013/2014 lånade klubben Teteh Bangura med ett förflutet i AIK. Svenske Joakim Askling gjorde en säsong i klubben 2015/2016. Klubben fick stor uppmärksamhet då man den 13 maj 2018 meddelade att man skulle lägga till "Trump" i namnet som en hyllning till USA:s dåvarande president Donald Trump. Någon formell ansökan om att byta namn kom dock aldrig från klubben.

## Historia
Beitar Jerusalem bildades 1936 och var från början endast ett ungdomslag. Klubben hade några tuffa inledande år fram till 70-talet då man lyckades etablera sig i toppen. Ligasegrarna uteblev dock, men Beitar tog hem cupen både 1976 och 1979. Den första ligatiteln kom 86/87 under ledning av tränaren Dror Kashtan och efter det har Beitar räknats till ett av storlagen inom den israeliska fotbollen. Efter framgångar under 90-talet fick klubben stora skulder mot slutet av 90-talet vilket till slut gjorde att den rysk/israeliske oligarken Arkady Gaydamak köpte laget och investerade stora pengar till en början för att bygga upp klubben igen. De stora investeringarna ledde till dubbla ligatitlar, 2007 och 2008, två cuptitlar 2008 och 2009 samt seger i Toto Cup 2010. Gaydamaks intresse för laget svalnade dock efter att han misslyckats bli vald till borgmästare i Jerusalem och mot slutet av hans ägarskap uteblev investeringarna i laget som återigen fick det tufft ekonomiskt. Under sommaren 2013 såldes till slut laget till den israeliske affärsmannen Eli Tabib. Med Tabib stabiliserade sig laget i toppen av ligan och gick regelbundet till Europa League. Trots detta gjorde sig Tabib impopulär bland fansen då han ofta valde att sälja lagets bästa spelare för att själv tjäna pengar. Under sommaren 2018 eskalerade bråket mellan Tabib och fansen efter att ägaren bland annat inte förlängt kontraktet med populära lagkaptenen Itay Shechter. Efter säsongen, där Beitar slutade trea i ligan och tvåa i cupen så meddelade Tabib att han tänkte sälja klubben och sluta investera. Efter en turbulent sommar så såldes laget till slut till affärsmannen Moshe Hogeg som tidigare sponsrat Hapoel Be'er Sheva FC. Hogeg betalade runt 27 miljoner shekel för att ta över klubben inklusive betalning av skulder. I december 2020 sålde Hogeg 50 procent av klubben till Shejk Hamad bin Khalifa Al Nahyan som är medlem av kungafamiljen i Förenade Arabemiraten. Bin Khalifa åtog sig att investera 300 miljoner shekel i klubben under tio år enligt avtalet. Bin Khalifa klarade dock inte granskningen av hans ekonomi från det Israeliska fotbollsförbundet för att godkännas som ägare och avtalet hävdes i början av 2021. I september 2021 meddelade Moshe Hogeg att han avser att sälja klubben och lät en förvaltare ta över driften. Anledningen var att Hogeg inte kände sig uppskattad av supportrarna som bland annat hade sjungit nidvisor om hans familj. Senare häktades Hogeg misstänkt för ekonomisk brottslighet samt flera andra brott. Detta gjorde försäljningen av klubben minst sagt komplicerad då Polisen ville kontrollera affären noggrant. Laget riskerade tvångsnedflyttning flera gånger under sommaren 2022 då man inte klarade den israeliska ligans budgetkontroll, men precis innan deadline den 10 augusti köpte affärsmannen Barak Abramov klubben från Hogeg. Abramov ägde tidigare Bnei Yehuda Tel Aviv FC, men sålde klubben för att kunna ta över Beitar Jerusalem i stället. Redan under Abramovs första säsong som ägare lyckades Beitar vinna sin första titel på många år då man tog hem den israeliska cupen efter finalseger mot Maccabi Netanya

## Meriter
- Israeliska mästerskap: 6 (1987, 1993, 1997, 1998, 2007, 2008)
- Israeliska cupen: 8 (1976, 1979, 1985, 1986, 1989, 2008, 2009, 2023)
- Israeliska Toto-cup: 2 (1998, 2010)
- Dubbeln: 1 (2008)

## Placering senaste säsonger
| Säsong  | Nivå | Liga        | Placering | Referens |
| ------- | ---- | ----------- | --------- | -------- |
| 2011/12 | 1    | Ligat ha'Al | 9         | [ 1 ]    |
| 2012/13 | 1    | Ligat ha'Al | 10        | [ 2 ]    |
| 2013/14 | 1    | Ligat ha'Al | 7         | [ 3 ]    |
| 2014/15 | 1    | Ligat ha'Al | 4         | [ 4 ]    |
| 2015/16 | 1    | Ligat ha'Al | 3         | [ 5 ]    |
| 2016/17 | 1    | Ligat ha'Al | 3         | [ 6 ]    |
| 2017/18 | 1    | Ligat ha'Al | 3         | [ 7 ]    |
| 2018/19 | 1    | Ligat ha'Al | 7         | [ 8 ]    |
| 2019/20 | 1    | Ligat ha'Al | 3         | [ 9 ]    |
| 2020/21 | 1    | Ligat ha'Al | 10        | [ 10 ]   |
| 2021/22 | 1    | Ligat ha'Al | 10        | [ 11 ]   |
| 2022/23 | 1    | Ligat ha'Al | 7         | [ 12 ]   |
| 2023/24 | 1    | Ligat ha'Al | 11        | [ 13 ]   |
| 2024/25 | 1    | Ligat ha'Al | 4         | [ 14 ]   |

## Truppen 2023/2024
| Nr | Land            | Pos | Namn            |
| -- | --------------- | --- | --------------- |
| 4  | Israel          | F   | Orel Dgani      |
| 5  | Israel          | F   | Edi Gotlieb     |
| 6  | Montenegro      | MF  | Deni Hočko      |
| 7  | Israel          | A   | Yarden Shua     |
| 8  | Israel          | MF  | Dan Azaria      |
| 9  | Nigeria         | A   | Fred Friday     |
| 10 | Israel          | MF  | Gidi Kanyuk     |
| 11 | Israel          | MF  | Yuval Ashkenazi |
| 12 | Israel          | A   | Nehoray Dabush  |
| 14 | Israel          | A   | Timothy Muzie   |
| 15 | Israel          | MF  | Dor Micha       |
| 16 | Elfenbenskusten | MF  | Ismaila Soro    |
| 18 | Israel          | F   | Grigori Morozov |

| Nr | Land              | Pos | Namn           |
| -- | ----------------- | --- | -------------- |
| 19 | Israel            | MF  | Li On Mizrahi  |
| 20 | Israel            | F   | Uri Dahan      |
| 21 | Israel            | MF  | Adi Yona       |
| 23 | Costa Rica        | A   | Mayron George  |
| 24 | Israel            | MF  | Ofir Kriaf     |
| 25 | Israel            | F   | Omer Korsia    |
| 26 | Israel            | F   | Ben Bitton     |
| 29 | Israel            | MF  | Meiron Tal     |
| 33 | Israel            | MV  | Roy Sasson     |
| 36 | Israel            | F   | Liel Deri      |
| 55 | Portugal          | MV  | Miguel Silva   |
| 70 | Kongo-Brazzaville | A   | Branham Kabala |
| 80 | Elfenbenskusten   | MF  | Tarzié Thomas  |